# Curculio
Słonik (Curculio) – rodzaj chrząszcza z rodziny ryjkowcowatych. Należy do niego około 345 gatunków występujących w Azji, Europie, Afryce i Ameryce Północnej. Fauna Europaea wymienia dziesięć gatunków. Na terenie Polski wykazano istnienie ośmiu gatunków (C. betulae, C. elephas, C. glandium, C. nucum, C. pellitus, C. rubidus, C. venosus i C. villosus). 
Przedstawiciele rodzaju mają budowę ciała zbliżoną do innych ryjkowców, wyróżniają się głównie długim i cienkim ryjkiem (rostrum).
Różne gatunki słoników związane są z różnymi gatunkami roślin, głównie z rodzin Fagaceae, Betulaceae i Juglandaceae, niekiedy są uznawane za ich szkodniki (głównie Curculio caryae, Curculio elephas i Curculio nucum). Cykl życiowy słonika orzechowca związany jest z leszczyną pospolitą; imagines żerują na liściach, podczas gdy larwy rozwijają się w orzechach. Jesienią larwy opuszczają opadłe orzechy i przepoczwarczają się głęboko w glebie. Badano w jaki sposób samice wybierają orzechy, w których umieszczają złożone jaja; wydaje się, że słoniki wybierają najbardziej wartościowe orzechy, nie kierując się stopniem dojrzałości orzecha ani wcześniejszym zajęciem przez inne larwy (w jednym orzechu mogą żerować dwie larwy). 
Ścisły związek owadów z roślinami-gospodarzami (zasięg występowania owada ściśle zależy od zasięgu rośliny) umożliwia badania filogeograficzne nad tymi roślinami. Zmienności mitochondrialnego DNA w różnych populacjach słonika Curculio hilgendorfi posłużyły do badań nad wiecznie zielonymi lasami Castanopsis w Japonii. 

## Gatunki
- Curculio albidus Chittenden, 1927
- Curculio betulae (Stephens, 1831)
- Curculio bidens (Heller)
- Curculio budjumkanensis  Legalov, 2007
- Curculio camelliae
- Curculio canosquama
- Curculio caryae
- Curculio contractus Marsham, 1802
- Curculio crux Fabricius
- Curculio davidi (Fairmaire)
- Curculio dentipes (Roelofs)
- Curculio dhilloni
- Curculio elephas (Gyllenhal, 1836)
- słonik żołędziowiec Curculio glandium Marsham, 1802
- Curculio hilgendorfi
- Curculio humeralis
- Curculio iowensis
- Curculio lateritius Morimoto
- słonik orzechowiec Curculio nucum Linnaeus, 1758
- Curculio octomaculata
- Curculio pellitus (Boheman, 1843)
- Curculio proboscideus
- Curculio pyrrhoceras Marsham
- Curculio rubidus (Gyllenhal, 1836)
- Curculio salicivorus Paykull, 1792
- Curculio sulcatulus
- słonik dębowiec Curculio venosus (Gravenhorst, 1807)
- Curculio victoriensis
- Curculio villosus Fabricius, 1781